# 关肇邺
关肇邺（1929年10月4日—2022年12月26日），男，北京人，中国建筑学家，清华大学建筑学院教授，中国工程院院士。

## 生平
1952年获清华大学建筑系学士学位。
1995年当选为中国工程院院士。
2022年12月26日，在北京清华长庚医院逝世，享年93岁。